# Green Bay Packers 2024
La stagione 2024 dei Green Bay Packers è stata la 104ª della franchigia nella National Football League, la 106ª complessiva e la sesta con Matt LaFleur come capo-allenatore. La squadra migliorò il suo record di 9-8 della stagione precedente dopo una vittoria nella settimana 15 contro i Seattle Seahawks. La settimana successiva con una vittoria senza subire punti contro i New Orleans Saints ottenne la matematica qualificazione ai playoff per la quinta volta dell'era Lafleur.
I Packers divennero la prima squadra della storia della NFL a vincere 800 partite nella stagione regolare grazie al successo nel secondo turno contro gli Indianapolis Colts. Per Green Bay si trattò della 37ª qualificazione ai playoff nel 2024, il massimo della lega. Tuttavia la squadra vinse solamente una partita su sei contro le avversarie della NFC North, con l'unica vittoria che giunse con i Chicago Bears nella settimana 11. La stagione si chiuse già nel primo turno di playoff con la sconfitta contro i futuri vincitori del Super Bowl, i Philadelphia Eagles per 22–10. Questa fu l'ultima stagione completa di Mark Murphy come amministratore, con il suo pensionamento previsto per luglio 2025, venendo sostituito da Ed Policy.

## Scelte nel Draft 2024
| Scelte dei Packers nel Draft 2024 |        |                 |                  |               |
| Giro                              | Scelta | Giocatore       | Ruolo            | College       |
| 1                                 | 25     | Jordan Morgan   | Offensive tackle | Arizona       |
| 2                                 | 45     | Edgerrin Cooper | Linebacker       | Texas A&M     |
| 2                                 | 58     | Javon Bullard   | Safety           | Georgia       |
| 3                                 | 88     | MarShawn Lloyd  | Running back     | USC           |
| 3                                 | 91     | Ty'Ron Hopper   | Linebacker       | Missouri      |
| 4                                 | 111    | Evan Williams   | Safety           | Oregon        |
| 5                                 | 163    | Jacob Monk      | Centro           | Duke          |
| 5                                 | 169    | Kitan Oladapo   | Safety           | Oregon State  |
| 6                                 | 202    | Travis Glover   | Offensive tackle | Georgia State |
| 7                                 | 245    | Michael Pratt   | Quarterback      | Tulane        |
| 7                                 | 255    | Kalen King      | Cornerback       | Penn State    |

## Staff
| Staff dei Green Bay Packers |
| --- |
| Organi dirigenziali - Proprietario: proprietà pubblica - Comitato esecutivo – Board of directors - Presidente/CEO – Mark Murphy - General manager – Brian Gutekunst - Vice presidente esecutivo/direttore delle operazioni del football – Russ Ball - Co-direttore del personale dei giocatori – John Wojciechowski - Co-direttore del personale dei giocatori – Jon-Eric Sullivan - Direttore delle operazioni del football – Milt Hendrickson - Direttore degli osservatori del college – Matt Malaspina - Assistente dir. osservatori del college – Patrick Moore - Direttore del personale professionistico – Richmond Williams - Direttore dell'amministrazione del football – Melaine Marohl - Osservatore nazionale – Sam Seale - Director of performance psychology/team behavioral health clinician – Chris Carr - Director of player engagement – Grey Ruegamer - Dirigente del personale dei giocatori – Lee Gissendaner Capo allenatore - Matt LaFleur Altri allenatori - Preparatore atletico – Chris Gizzi - Assistente p.a. – Thadeus Jackson - Assistente p.a. – Mark Lovat - Assistente p.a. – Grant Thorne Allenatori dell'attacco - Coordinatore offensivo – Adam Stenavich - Quarterback – Tom Clements - Assistente quarterbacks – Connor Lewis - Running back – Ben Sirmans - Wide receiver/gioco sui passaggi – Jason Vrable - Tight end – John Dunn - Offensive line – Luke Butkus - Assistente offensive line – Ryan Mahaffey - Controllo qualità attacco – Ramsen Golpashin - Assistente allenatore – Quinshon Odom Allenatori della difesa - Coordinatore difensivo – Joe Barry - Defensive line/gioco sulle corse – Jerry Montgomery - Outside linebacker – Jason Rebrovich - Inside linebacker – Kirk Olivadotti - Defensive back/gioco sui passaggi – Jerry Gray - Safety – Ryan Downard - Controllo qualità difesa – Wendel Davis - Controllo qualità difesa – Justin Hood Allenatori dello special team - Coordinatore special team – Rich Bisaccia - Assistente special team – Byron Storer - Controllo qualità special team – Micheal Spurlock |

## Roster
| Roster dei Green Bay Packers |
| --- |
| Quarterback - 10 Jordan Love - 2 Malik Willis Running Back - 8 Josh Jacobs - 32 MarShawn Lloyd - 31 Emanuel Wilson Wide Receiver - 87 Romeo Doubs - 18 Malik Heath - 80 Bo Melton - 11 Jayden Reed - 9 Christian Watson - 13 Dontayvion Wicks Tight End - 85 Tucker Kraft - 88 Luke Musgrave - 89 Ben Sims Offensive Linemen - 73 Andre Dillard T - 79 Travis Glover T - 74 Elgton Jenkins G - 62 Jacob Monk C - 77 Jordan Morgan G - 71 Josh Myers C - 75 Sean Rhyan G - 76 Kadeem Telfort T - 50 Zach Tom T - 63 Rasheed Walker T Defensive Linemen - 94 Karl Brooks DT - 97 Kenny Clark DT - 57 Brenton Cox Jr. DE - 55 Kingsley Enagbare DE - 52 Rashan Gary DE - 53 Arron Mosby DE - 93 Tedarrell Slaton DT - 91 Preston Smith DE - 90 Lukas Van Ness DE - 96 Colby Wooden DT - 95 Devonte Wyatt DT Linebacker - 56 Edgerrin Cooper MLB - 59 Ty'Ron Hopper OLB - 58 Isaiah McDuffie MLB - 7 Quay Walker OLB - 45 Eric Wilson OLB Defensive Back - 23 Jaire Alexander CB - 39 Zayne Anderson SS - 26 Corey Ballentine CB - 20 Javon Bullard FS - 29 Xavier McKinney SS - 25 Keisean Nixon CB - 27 Kitan Oladapo SS - 21 Eric Stokes CB - 24 Carrington Valentine CB - 33 Evan Williams FS Special Team - 44 Brayden Narveson K - 42 Matthew Orzech LS - 19 Daniel Whelan P Lista delle riserve - 40 L.J. Davis CB (IR) - 84 Tyler Davis TE (IR) - 28 A.J. Dillon RB (IR) - 99 Jonathan Ford DT (IR-DRF) - 44 Ralen Goforth OLB (IR) Squadra di allenamento - 49 Deslin Alexandre DE - 47 Andrew Beck FB - 30 Chris Brooks RB - 40 Omar Brown FS - 6 Sean Clifford QB - 65 James Ester DT - 36 Kamal Hadden CB - 16 Alex Hale K - 81 Julian Hicks WR - 67 Donovan Jennings G - 34 Kalen King CB - 38 Ellis Merriweather RB - 35 La'Mical Perine RB - 22 Robert Rochell CB - 46 Chris Russell Jr. MLB - 61 Lecitus Smith C - 86 Jalen Wayne WR Roster aggiornato al 7 settembre 2024 53 attivi, 5 inattivi, 16 nella squadra di allenamento |
| Legenda - I rookie sono in corsivo. - Il primo ruolo è il principale mentre gli eventuali successivi indicano i ruoli secondari. - (IR) sta per Injured Reserve ed indica la lista ristretta per un solo giocatore infortunato che può tornare ad allenarsi dopo la settimana 6 e a rientrare in prima squadra dopo che questa ha giocato 8 partite. - (NF-Inj.) / (NF-Ill.) stanno rispettivamente per Non-Football Injured e Non-Football Illness ed indicano le liste dove viene inserito un giocatore che ha un infortunio o una malattia non dipendente dal football americano. - (PUP) sta per Physically Unable to Perform ed indica la lista dove viene inserito un giocatore mentre è in attesa di recuperare la condizione fisica. Nella stagione regolare dopo la sesta partita giocata dalla propria squadra, il giocatore ha tempo tre settimane per riprendere ad allenarsi, più tre settimane aggiuntive dal suo rientro agli allenamenti per rientrare in prima squadra. |

## Precampionato
Il 15 maggio 2024, insieme con il calendario della stagione regolare, furono annunciate le gare del precampionato.
| Precampionato |           |            |                    |           |        |                            |                    |         |
| Settimana     | Data      | Ora (CT)   | Avversario         | Risultato | Record | Stadio                     | TV                 | Sintesi |
| 1             | 10 agosto | 3:25 p.m.  | @ Cleveland Browns | V 23-10   | 1-0    | Huntington Bank Field      | Packers TV Network | Sintesi |
| 2             | 18 agosto | 7:00 p.m.  | @ Denver Broncos   | S 2-27    | 1-1    | Empower Field at Mile High | Packers TV Network | Sintesi |
| 3             | 24 agosto | 12:00 p.m. | Baltimore Ravens   | V 30-7    | 2-1    | Lambeau Field              | Packers TV Network | Sintesi |

## Stagione regolare

### Calendario
Il calendario della stagione regolare fu reso noto il 15 maggio 2024. Data e orario della gara di settimana 18 furono definiti il 29 dicembre, subito dopo lo svolgimento del diciassettesimo turno.
| Stagione regolare |                    |                    |                           |                    |                    |                               |                    |                    |
| Settimana         | Data               | Ora (CT)           | Avversario                | Risultato          | Record             | Stadio                        | TV                 | Sintesi            |
| 1                 | 6 settembre        | 7:15 p.m.          | @ Philadelphia Eagles (I) | S 29-34            | 0-1                | Arena Corinthians (San Paolo) | Peacock            | Sintesi            |
| 2                 | 15 settembre       | 12:00 p.m.         | Indianapolis Colts        | V 16-10            | 1-1                | Lambeau Field                 | Fox                | Sintesi            |
| 3                 | 22 settembre       | 12:00 p.m.         | @ Tennessee Titans        | V 30-14            | 2-1                | Nissan Stadium                | Fox                | Sintesi            |
| 4                 | 29 settembre       | 12:00 p.m.         | Minnesota Vikings         | S 29-31            | 2-2                | Lambeau Field                 | CBS                | Sintesi            |
| 5                 | 6 ottobre          | 3:25 p.m.          | @ Los Angeles Rams        | V 24-19            | 3-2                | SoFi Stadium                  | CBS                | Sintesi            |
| 6                 | 13 ottobre         | 12:00 p.m.         | Arizona Cardinals         | V 34-13            | 4-2                | Lambeau Field                 | Fox                | Sintesi            |
| 7                 | 20 ottobre         | 12:00 p.m.         | Houston Texans            | V 24-22            | 5-2                | Lambeau Field                 | CBS                | Sintesi            |
| 8                 | 27 ottobre         | 12:00 p.m.         | @ Jacksonville Jaguars    | V 30-27            | 6-2                | EverBank Stadium              | Fox                | Sintesi            |
| 9                 | 3 novembre         | 3:25 p.m.          | Detroit Lions             | S 14-24            | 6-3                | Lambeau Field                 | Fox                | Sintesi            |
| 10                | Settimana di pausa | Settimana di pausa | Settimana di pausa        | Settimana di pausa | Settimana di pausa | Settimana di pausa            | Settimana di pausa | Settimana di pausa |
| 11                | 17 novembre        | 12:00 p.m.         | @ Chicago Bears           | V 20-19            | 7-3                | Soldier Field                 | Fox                | Sintesi            |
| 12                | 24 novembre        | 3:25 p.m.          | San Francisco 49ers       | V 38-10            | 8-3                | Lambeau Field                 | Fox                | Sintesi            |
| 13                | 28 novembre        | 7:20 p.m.          | Miami Dolphins (S)        | V 30-17            | 9-3                | Lambeau Field                 | NBC                | Sintesi            |
| 14                | 8 dicembre         | 7:15 p.m.          | @ Detroit Lions (T)       | S 31-34            | 9-4                | Ford Field                    | Prime Video        | Sintesi            |
| 15                | 15 dicembre        | 7:20 p.m.          | @ Seattle Seahawks (S)    | V 30-13            | 10-4               | Lumen Field                   | NBC                | Sintesi            |
| 16                | 23 dicembre        | 7:15 p.m.          | New Orleans Saints (M)    | V 34-0             | 11-4               | Lambeau Field                 | ESPN               | Sintesi            |
| 17                | 29 dicembre        | 3:25 p.m.          | @ Minnesota Vikings       | S 25-27            | 11-5               | U.S. Bank Stadium             | Fox                | Sintesi            |
| 18                | 5 gennaio          | 12:00 p.m.         | Chicago Bears             | S 22-24            | 11-6               | Lambeau Field                 | Fox                | Sintesi            |

Note:
- Gli avversari della propria division sono in grassetto.
- Il simbolo "@" indica una partita giocata in trasferta.
- (M) indica il Monday Night Football, (T) il Thursday Night Football, (S) il Sunday Night Football e (I) una partita delle NFL International Series.

## Play-off
Al termine della stagione regolare i Packers arrivarono terzi nella NFC North con un record di 11 vittorie e 6 sconfitte, qualificandosi ai play-off come testa di serie (seed) numero 7. Uscirono nel turno delle Wild card perdendo contro Philadelphia.
| Play-off  |            |           |                           |           |        |                         |     |         |
| Turno     | Data       | Ora (CT)  | Avversario (seed)         | Risultato | Record | Stadio                  | TV  | Sintesi |
| Wild Card | 12 gennaio | 3:30 p.m. | @ Philadelphia Eagles (2) | S 22-10   | 0-1    | Lincoln Financial Field | Fox | Sintesi |

## Premi

### Premi settimanali e mensili
- Xavier McKinney:

difensore della NFC della settimana 5
difensore della NFC del mese di ottobre
- Jordan Love:

quarterback della settimana 6
- Edgerrin Cooper:

difensore della NFC della settimana 8
difensore della NFC della settimana 15
rookie difensivo del mese di dicembre/gennaio
- Karl Brooks:

giocatore degli special team della NFC della settimana 11